# Град
Вижте пояснителната страница за други значения на Град.
Градът е голямо населено място, обикновено много по-голямо от селото. Градското население, за разлика от селското, се занимава с промишленост и търговия, а не със земеделие, животновъдство и други селскостопански дейности. Броят на населението е важен, но не и определящ показател за това дали едно населено място ще получи признание на град или село. В много части на света, като например Индия (поне към 2004 г.), едно голямо село се населява от няколко пъти повече хора, отколкото малък град. Но в цялост гъстотата на населението е много по-голяма в градовете. Те имат изградена управленска, обслужваща, законова, здравна, жилищна и политическа структура, както и добре осъществена транспортна система. Големите градове имат метра, небостъргачи, университети и други обществени и културни придобивки, които като правило липсват в селата. Населението на големите градове достига до 34 милиона (Токио).
В древността става въпрос за група от свободни хора (които могат да имат роби), обединени в независимо общество със свои закони, вяра и законодателство. Тези хора се обединяват, за да построят града. Подредбата на града е основана на особеностите на дейности, които да позволят търговията и съществуването на отделните единици. Създава се войска за защита на хората и тяхното имущество. Започва добив и преработка на метални руди (олово, мед, злато) в пещи, раждат се средища на занаятчийска дейност за метални сечива, оръжия, съдове, накити, производство на платове и керамика. Тези дейности включват и обмен с монети на културите и добитъка от земите около града. Значението на термина „град“ идва от обичаите на Древна Гърция, където градът е обозначен с думата „полис“.
Градът е развит сбор със струпване на сградни и инженерни съоръжения, обезпечаващи жизненоважни потребности на населението. Градът служи като средище на развитието на изкуствата, занаятите и техническите постижения. Градът не е просто съвкупност от жилища, а самостоятелен многолик организъм.
С изучаването на правилното устройство на града се занимава специална наука – градостроителство и градоустройство, която изучава законите и правилата на устройството на градовете. Градостроителството се заражда в недрата на архитектурата, но с времето обемът от знания се увеличава, нужни са повече сведения и за хигиената, стопанствотв, екологията, транспорта и много други.
Особено важно място за отделните страни имат столиците, мегаполисите и глобалните градове.

## Причини за възникване на града
Специалистите изследователи посочват многобройни възможни причини за това защо хората се събират заедно на едно място, за да изградят гъсто населени общности, но няма достатъчно доказателства за условията, които довеждат до създаването на градовете. Някои теоретици обаче прекалено силно наблягат върху това, което те считат подходящи предварителни условия, както и основни движещи сили, които са важни подбуди.
Разпространената гледна точка е, че градовете първо се зараждат след неолитната революция. Тя довежда селското стопанство, което прави по-гъсти човешки поселения възможни, като по този начин подпомага развитието на града. Така че за основна причина за развитието на града може да се счита появата на селското стопанство. Има учени, които считат, че градът възниква преди селското стопанство, но такива идеи не са широко приети.
Друга причина за възникването на градовете може да се смята закрилата, която те предоставят по време на враждебни нападения и войни, защото са добре укрепени. Съществува пряка връзка между зараждането на един град и изграждането на укрепителната му система. Повечето градове се образуват около крепост, където при опасност населението може да намери закрила и убежище.
Трета причина за възникване на градовете е съсредоточаването на различни видове занаяти и стоки на едно място и улесняване на търговията с тях. Много историци разглеждат отделянето на занаятите, бягството на селяните от феодалните имения и цялостното развитие на икономическите взаимоотношения и новата организация на производството като основополагащ фактор за формиране на града.
Така например се смята, че на Балканите „укрепеният на хълм град“ се появява през втората половина на XII в. Градовете от XII – XIV са все още свързани със земеделието и скотовъдството.

## География и планиране на града
Модерното планиране на градовете се извършва по разнообразни схеми в зависимост от вижданията на урбанистите и другите специалисти в градското планиране и тяхната представа как градът трябва да изглежда. Най-популярният градоустройствен план е този с вид на решетка или мрежа, използван още от древните римляни, в някои части на Америка, а също така в продължение на хиляди години в Китай. Това мрежесто или решетъчно планиране се използва в много британски колонии, особено в Северна Америка.
Древните гърци, които строят градовете си по Средиземноморието, също използват този вид планиране. Петнадесет века по-рано Индската цивилизация също използва подобно планиране. През Средновековието тенденцията е повече към линейно планиране. Примери за това са различни градове на юг от Франция. Решетъчното планиране е популярно отново през XIX век. Използвано е при строежа на Сан Франциско.
Друг вид планиране е радиалното, където всички главни пътища се събират в една точка. Такива градове обикновено говорят за поетапно разширяване към периферията с концентрични следи от стени и цитадели. В съвремието към този вид планиране са прибавени пръстеновидни пътища, за да се облекчи транспортът и да се избегнат задръстванията. Много градове в Нидерландия са построени по този начин – централен площад, заобиколен с концентрични канали. Всяко разширение на града е съпроводено със строене на нови защитни стени и канали. В Москва тази структура е все още много добре запазена.
Колкото се отнася до географията, обикновено се избира място, което да е добре природно защитено – на равна площ в близост до планини. Лесният достъп до питейна вода е също много съществен. Друг съществен показател е климатът, като естествено се предпочитат местата с топъл или умерен климат.

## История на града

### Градовете в древността
Първите градове възникват в редица региони на древния свят. Месопотамия може да претендира за най-ранните градове, по-специално Ериду, Урук и Ур. След Месопотамия тази култура се пренася в Сирия и Мала Азия, както се вижда от град Чаталхьоюк (7500 – 5700 пр.н.е). Това е най-големият неолитен некропол. Въпреки че понякога се твърди, че в Древен Египет липсва урбанизъм, открити са няколко вида градски населени места.
Индската цивилизация и Древен Китай са два други района с местни градски традиции. Мохенджо-Даро от индската цивилизация, намиращ се в днешен Пакистан, е сред първите населени места в Стария свят. Съществувал е от около 2600 пр.н.е. до 1900 пр.н.е., и е един от най-големите, с население от около 40 хил. или повече жители. Мохенджо-Даро и Харапа, големите столици, са сред първите градове, които използват мрежов градски план, дренаж, унитаз, както и градски канализационни системи. Малко по-късно градска традиция е развита в района на Кхмер, Камбоджа, където Ангкор се превръща в един от най-големите градове (по площ) в света.
В древна Америка началото на градските традиции е поставено в Мезоамерика и Андите. В Мезоамерика се наблюдава ръст на ранната урбанизация в няколко културни региони, включително маите, сапотек на Oaxaca и Теотиуакан в централно Мексико. По-късни култури като ацтеките възприемат тези ранни градски традиции. Първите градски центрове в Андите са разработени от Чавинската култура и тази на моче, следват големите градове на уарите, чиму и цивилизацията на инките.
Този списък от градски традиции се отличава с разнообразието си. Археологическите разкопки в тези градски територии показват, че някои градове са рядко населени политически столици, други са търговски центрове, а трети имат предимно религиозна насоченост. Някои градове са големи и гъсто населени, докато други заемат важно място в сферите на политиката или религията, без да са непременно големи. Теориите, които се опитват да обяснят древния урбанизъм с един-единствен фактор, например икономическата изгода, не успяват да уловят диапазона на всички промени, документирани от археолозите.
Ръстът на населението през античността, формирането на империи и концентрирането на политическата власт, ръстът в търговията и производството довеждат до все по-голямо съсредоточаване на хора в населени места, които стават центрове за търговия и производство, като Александрия, Антиохия, Патна, Картаген, древен Рим, Константинопол. Освен в Европа, градове с над половин милион население създават и редица китайски, индийски и мюсюлмански цивилизации.

### Градовете в Средновековието
Средновековните градове от 5 век, както показва историята на Рим, Константинопол и много други големи и малки областни центрове, до голяма степен продължават преобладаващите още от древността тенденции на традиционното общество. Още през IX век се оформят някои градове в Италия – Венеция, Генуа, Пиза, Неапол и Флоренция, както и на юг във Франция – Марсилия, Арл и Монпелие). Тяхното развитие е вследствие на търговските им връзки с Византия и арабския свят. В периода XI – XII век най-големите градове на Европа са Рим, Париж, Лондон, Кьолн, Киев и други.
Градовете често се разрастват на мястото на отбранителни укрепления (замъци, крепости и др.) и около тях. Това се отразява и в етимологията: „град“ (в църковнославянския език – „градъ“) буквално означава оградено, защитено място (за сравнение полската дума gród – „крепост“).
Независимо от това, че още в периода на Ранното средновековие в Западна Европа съществуват градове, съхранени от времето на Римската империя или възникнали след това административни единици с църковни центрове, те не са центрове на занаяти и търговия.
Докато Дейвид Кеслър и Питър Темин разглеждат древния Рим като най-големия град преди XIX век, Лондон е първият град, който надвишава 1 милион души население. Джордж Моделски счита средновековен Багдад с население от около 1,2 милиона души за най-големия град преди XIX век и Лондон за първия с население от над един милион души. Други смятат, че населението на Багдад може да е надвишавало 2 милиона през IX век.
От IX до края на XII век град Константинопол, столицата на Византия е най-големият и най-богатият град в Европа с население от близо 1 милион.
В изключителни случаи, като тези на Венеция, Генуа или Любек, самите градове стават мощни държави, взимайки понякога околните райони под техен контрол или създавайки обширни морски империи. Подобни явления съществуват и другаде, както в случая на Сакай, която се радва на значителна автономия в края на средновековна Япония.

### Модерните градове
Докато градовете държави, или полиси, на Средиземно и Балтийско море продължават да съществуват и през XVI век, в Европа големите столици се възползват от ръста на търговията след появата на презокеанската търговия на Атлантическия океан. В началото на XIX век Лондон става най-големият град в света с население над един милион, докато Париж съперничи на най-добре развитите регионални традиционни столици Багдад, Пекин, Истанбул и Киото. По време на испанското колонизиране на Америка е широко използвана старата концепция на римски град. Градовете са създавани в средата на новозавладените територии и са длъжни да се съобразяват с административни, финансови и урбанизационни закони.
Повечето градове остават далеч по-малки, през 1500 г. само около две дузини места по света съдържат население повече от 100 хил. жители. Едва през 1700 г. нарастват на четиридесет, а през 1900 година до 300. Малък град от началото на модерния период може да съдържа едва 10 хил. жители, дори по-малко.
Нарастването на съвременната индустрия от края на XVIII век нататък води до масова урбанизация и възход на новите големи градове, на първо място в Европа и след това в други региони, като новите възможности привличат огромен брой мигранти от селските общности в градските райони. Изобретяването на железниците намалява транспортните разходи, големи производствени центрове започнаха да се появяват, като по този начин се улеснява миграцията от селските към градските райони. Въпреки това градовете по време на тези периоди са често смъртоносни места за живеене поради здравословни проблеми, причинени от замърсена вода и въздух и заразни заболявания. В САЩ по време на Голямата депресия от 1930 г. градовете са силно засегнати от безработицата, особено тези с тежка промишленост.
През 1950 г. има 83 града с население над 1 милион жители. През 2000 г. броят им е 411, а през 2010 – над 800.
През 2000 г. 18 града са с население над 10 милиона жители, докато през 2010 г. те са 23. Ако темповете на развитие продължат, то предвижданията са населението на градовете да се удвоява всеки 38 години. В Европа 50% от градското население живее в малките градове.
Населението на света вече е повече от половината градско.
| Година | Брой на жителите в градовете | Процент на жителите в градовете в сравнение с общото население на Земята |
| ------ | ---------------------------- | ------------------------------------------------------------------------ |
| 1900   | 220 млн.                     | 13%                                                                      |
| 1950   | 736,796 млн.                 | 29,1%                                                                    |
| 1960   | 996,298 млн.                 | 32,9%                                                                    |
| 1970   | 1331,783 млн.                | 36%                                                                      |
| 1980   | 1740,551 млн.                | 39,1%                                                                    |
| 1990   | 2274,554 млн.                | 43%                                                                      |
| 2000   | 2853,909 млн.                | 46,6%                                                                    |
| 2005   | 3164,635 млн.                | 48,6%                                                                    |

## Микроклимат
Съвременните градове са известни със създаването на свой собствен микроклимат. Това се дължи на голямото струпване на абсорбиращи топлината повърхности, които се загряват от слънчевата светлина и каналите за дъждовна вода в подземните проводи.
Отпадъците и отпадните води са основните проблеми за градовете, както е и замърсяването на въздуха, идващи от различни форми на горене, като камини, дърва или въглища и двигатели с вътрешно горене. Други негативни външни ефекти включват здравни последици, като например заразни болести, престъпност, задръствания. Градовете предоставят по-голямо взаимодействие с повече хора, отколкото в селските райони, като по този начин съществува по-голяма вероятност за пренасяне на заразни болести. Престъпността е също повод за притеснение в градовете. Проучванията показват, че нивото на престъпността в градовете е много по-висока.
Градовете също генерират положителни ефекти. Близостта улеснява разпространението на знание, помага на хората и фирмите да обменят информация и да генерират нови идеи. Пазарът на труда дава възможност за по-добро съответствие между фирмите и уменията на физическите лица. Друг положителен ефект на градовете идва от различните социални възможности, по-големите градове обикновено предлагат по-голямо разнообразие на социални интереси и дейности.
Градовете могат да имат положително влияние върху околната среда. Животът в града може да бъде най-доброто решение за справяне с нарастващия брой на населението и справяне с пренаселеността. Това е така, защото градовете концентрират човешката дейност на едно място.

## Градът в България
В България Министерският съвет има право да дава или отнема статута на териториалната единица, а президентът определя наименованието. През 2005 година е въведено изискването село, обявявано за град, да има изградена социална и техническа инфраструктура и население не по-малко от 3500 души, а в курортните населени места – не по-малко от 1000 души.
Има селища със статут на град поради исторически и културни причини (Мелник), а също и такива, получили този статут поради политически причини (Правец, Каблешково и др.)
Съвременното явление на екстензивен растеж на предградията, развитие на градската общност и миграция на градското население към селата допълнително усложняват определението за град, тъй като по този начин се създават градски общности, които са такива в икономически и културен аспект, но им липсват другите характеристики на градските местности.
Някои форми на заселничество, които не са селски – като временни миньорски селища, може определено да не са селски по характер, но да не са със сигурност и градски. На тях Министерският съвет на НРБ е давал статут на селище от градски тип. В днешно време това е неофициално, разговорно понятие.
Много от градовете в България имат древна история. Някои възникват като тракийски селища – София (Сердика), Пловдив (Пулпудева), Ямбол (Кабиле), Стара Загора (Верея). През VIII век пр.н.е. се появяват първите гръцки градове колонии. Средновековните български градове се различават съществено от античните градове. Плиска и Преслав, чийто укрепителни съоръжения заимстват много от древните традиции, нямат истинска улична мрежа, липсват и водопроводи и канализация. По време на османското владичество липсват предпоставки за истинско развитие на града. Основните единици са махалите със свой характерен облик.
Преди Освобождението статут на град имат 88 селища, в средата на XX век – 106, докато вече градовете наброяват 256 с общо население 6 105 000 жители. Това означава, че в селата живеят не повече от милион и половина жители.
Най-големите градове в България са София, Пловдив, Варна, Бургас, Русе, Стара Загора и Плевен.

## Градоустройство
Градоустройството е техническият и политически процес на планиране на използването на земята и проектиране на градската среда, включително транспортните мрежи, така че да се осигури систематичното развитие на селищата. То включва елементи на изследвания и анализи, стратегическо мислене, архитектура, обществени обсъждания, формулиране, провеждане и управление на политики. Планирането на градовете може да включва различни документи, като стратегически планове, подробни планове, квартални планове, консервационни планове.
Началото на съвременното градоустройствено планиране е поставено от движението за реформиране на градовете, възникнало като реакция на хаотичните индустриални градове в развитите страни в средата на XIX век. В края на XX век концепцията за устойчиво развитие заема централно място в теорията на градоустройството.

## Урбанистика и урбанизация
Урбанистиката е наука, посветена на развитието на различните градски системи като транспорт, екология, инфраструктура и други подобни. Тя изучава взаимодействието помежду им, както и с жителите на града. Урбанистиката е свързана както с архитектурата, така и с географията и в много отношения с градоустройството. Урбанистиката е тясно свързана и с градската култура и дизайн. Урбанизацията от друга страна е процесът на повишаване на ролята на града в развитието на обществото, увеличаване на градското население за сметка на селското и създаването на градска култура и традиции.

## Видове градове
- Античен град – под античен град обикновено се разбира градовете от Близкия изток по време на древността или по-специално бронзовата епоха.
- Вечният град – прозвище и синоним на Рим
- Гарнизонен град
- Глобален град или световен град е сравнително ново понятие и означава град от световна класа, който по един или друг начин има пряко и съществено влияние върху световните дела. За целта могат да се използват социално-икономически, културни и/или политически средства.
- Град герой е почетното звание на 12 града в бившата СССР и една крепост, дадено им след Втората световна война. Това са Москва, Ленинград (днес Санкт Петербург), Сталинград (днес Волгоград), Киев, Одеса, Севастопол, Брестка крепост, Новоросийск, Керч, Минск, Тула, Мурманск и Смоленск.
- Град държава е понятие, с което се обозначават малки държави, чиято територия е сравнително по-малка от територията на други държави, понякога с големината на един-единствен град.
- Град-окръг е дефиниция за административна единица, която е едновременно по име, територия или друг показател, едно и също понятие.
- Град призрак е град без постоянно население, който е бил изоставен, най-често защото източникът на приходи за населението е изчезнал или след природно бедствие. Други фактори, поради които един град може да обезлюдее, са липсата на вода, пренасочването на важни шосейни и жп връзки, липса на икономическа активност, човешка намеса и други. Понякога войни или геноцид са прекъсвали живота на даден град и той никога не е бил заселван отново, а в други случаи големи райони са обезлюдени след нареждане на правителството за отнемане на земята и евакуация на хората.
- Закрит град е град, затворен и недостъпен както за посещение, така и за живеене в бившата СССР, а също и САЩ.
- Заспал град
- Изгубен град е понякога реално съществувал, истински град, а в други случаи само плод на човешкото въображение. Изгубен град се нарича населено място, което с течение на времето запада и става необитаемо поради ред причини.
- Космополитен град, международен град – понятия, които означават голям град с население от различни култури и раси.
- Морски град – град с излаз на море
- Океански град – град, разположен на брега на океана
- Планински град – град, разположен на определена височина над морското равнище, град с планински климат
- Планиран град
- Побратимен град е град, който е обвързан с друг град с цел да се поощрят контактите и културните връзки между двата града.
- Провинциален град – намира се в провинцията (т.е. не е столичният град), като обикновено се говори за малък град, в който липсват много от характерните за големия град придобивки, като барове, кинотеатри, опера, ресторанти, големи магазини и молове.
- Промишлен град, индустриален град
- Пустинен град – град, разположен в място с пустинен климат
- Религиозен град
- Речен град – град, разположен на брега на река
- Свещен град е населено място, което по исторически и други причини се превръща в обект на периодично поклонение от вярващи от различни религии
- Селище от градски тип
- Столица
- Студентски град е жилищен комплекс в София, съставен предимно от студентски общежития. Понятието може да се използва и в по-широк смисъл.

## Свързани понятия
- архитектура
- даунтаун
- касаба
- курорт
- област
- областен център
- окръг
- окръжен център